# Foveades
Foveades — рід совкових з підродини совок-п'ядунів який зустрічається в Папуа Новій Гвінеї.

## Систематика
У складі роду:
- Foveades albilineata Warren
- Foveades aroensis Bethune-Baker, 1908